# Deus Ex: The Fall
Deus Ex: The Fall ist ein Computerspiel und ein Spin-off in der Deus-Ex-Serie. Seine Handlung ist eng verknüpft mit dem Roman Deus Ex: Der Icarus-Effekt, der als begleitende Vorgeschichte zu Deus Ex: Human Revolution veröffentlicht wurde. Deus Ex: The Fall erschien am 10. Juli 2013 für iOS. Eine Fassung für Android wurde am 22. Januar 2014 veröffentlicht. Am 18. März 2014 ist das Spiel über die Plattform Steam auch für Microsoft Windows erschienen.

## Handlung

### Szenario
Die Handlung spielt im Jahr 2027 und dreht sich um die Spielerfigur Ben Saxon, einen augmentierten Söldner, der zuvor bei der britischen Spezialeinheit SAS diente. Das Spiel knüpft unmittelbar an den Roman Deus Ex: Icarus Effect von Autor James Swallow an, der 2011 begleitend zu Deus Ex: Human Revolution veröffentlicht worden war.

### Handlungsverlauf
Nach ihrem Abfall vom Sicherheitsunternehmen Belltower und den Auseinandersetzungen mit deren Söldnertruppe der Tyrants um Jaron Namir (Handlung des Romans Icarus Effekt) verbergen sich Ben Saxon und Anna Kelso in einem Schutzhaus auf Costa Rica. Beide leiden unter dem Entzug der Droge Neuropozyne, die beide benötigen, um die Abstoßungsreaktion ihres Körpers gegen ihre Körperimplantate (Augmentierungen) zu verhindern. Doch eine weltweite Mangelversorgung erschwert den Zugang zu der Droge. Auf Empfehlung einer mysteriösen Person namens Janus reist Saxon nach Panama-Stadt, um dort neues Neuropozyne zu erwerben. Dort erfährt er von einem neuen Mittel namens Riezene, das auf dem Schwarzmarkt als Alternative zu Neuropozyne verkauft wird. Als Saxon nach der Quelle für das Mittel sucht, stößt er abermals auf Machenschaften seines ehemaligen Arbeitgebers Belltower, der für den Hersteller des Mittels – Zaaphire Biotech – über den Schwarzmarkt einen breit angelegten, illegalen Test des Mittels an Menschen durchführt.
Mithilfe der abtrünnigen Belltower-Pilotin Alex Vega versucht Saxon, die Weltgesundheitsorganisation über die Machenschaften von Belltower aufzuklären, doch bei seinem Treffen mit dem Inspekteur wird dieser von einem Tyrant-Mitglied getötet. Der Killer entpuppt sich als Sam Duarte, ein lange tot geglaubter Freund Saxons, dessen scheinbare Tötung im australischen Bürgerkrieg überhaupt erst zu Saxons Anheuern bei Belltower geführt hatte. Duarte verpasst es, Saxon ebenfalls zu töten, sodass dieser fliehen kann. Zusammen mit Alex Vega macht sich Saxon auf den Weg zum Hauptquartier von Zaaphire Biotech in der australischen Hauptstadt Canberra.
Im Abspann des Spiels entschuldigen sich Jaron Namir und Sam Duarte gegenüber ihrem Vorgesetzten für die verpasste Tötung Saxons und versprechen, dieses Versäumnis nachzuholen. Das Spiel endet mit einem to be continued (englisch für „Fortsetzung folgt“).

### Charaktere
| Charakter        | Englischer Sprecher | Rolle                                                                                                   |
| ---------------- | ------------------- | --- |
| Ben Saxon        | Barnaby Kay         | Spielercharakter                                                                                        |
| Anna Kelso       | Natalie Van Sistine | Saxons Partnerin                                                                                        |
| Lawrence Barrett | Alain Goulem        | Belltower-Söldner, Tyrant-Mitglied                                                                      |
| Jaron Namir      | Michael Rudder      | Belltower-Söldner, Anführer der Tyrants                                                                 |
| Bob Page         | Cliff Stephens      | Gründer und Geschäftsführer von Page Industries, Illuminat, Hauptantagonist des Vorgängertitels Deus Ex |
| Eliza Cassan     | Kim Bubbs           | Künstliche Intelligenz, tritt als Nachrichtensprecherin für Picus TV auf                                |
| Janus            | Andrew Shaver       | |
| Alejandra Vega   | Victoria Sanchez    | Belltower-Pilotin                                                                                       |

## Entwicklung
Das Spiel wurde von Eidos Montreal und N-Fusion produziert. Das Entwicklerteam von Deus Ex: Human Revolution bei Eidos Montreal, unter anderem Game Director Jean-François Dugas, entwickelten das ursprüngliche Konzept und erarbeiteten das Programm anschließend in Kooperation mit dem Entwicklerteam von N-Fusion. Das Spiel nutzt die Unity-Engine.
Im März 2013 wurde bekannt, dass Square Enix sich die Markenrechte „Deus Ex: The Fall“ gesichert und entsprechende Internet-Domainnamen registriert habe. Anfang Juni 2013 veröffentlichte Human-Revolution-Entwickler Eidos Montreal auf seinem offiziellen Twitter-Kanal eine Nachricht, die auf das Spiel verwies, später folgte ein Teaser-Trailer, der den Titel bestätigte. Am 5. Juni gab Square Enix bekannt, dass Deus Ex: The Fall im Sommer für iOS veröffentlicht werden solle und eine Android-Version später folgen solle. Square Enix präsentierte das Spiel der Presse noch im selben Monat ausführlich auf der Spielemesse Electronic Entertainment Expo 2013, in diesem Zusammenhang wurde auch erstes Film- und Bildmaterial veröffentlicht. Anfang Juli gab Square Enix den 11. Juli 2013 als offizielles Veröffentlichungsdatum für die iOS-Fassung bekannt.
Nach mehreren Verschiebungen erschien am 22. Januar 2014 die Android-Fassung des Spiels. Im Februar 2014 kündigte Square Enix zudem eine Portierung auf Windows-Computer zum 25. März 2014 über die Online-Distributionsplattform Steam an. Im Vergleich zur mobilen Variante wurden einige Anpassungen vorgenommen, etwa bei den Grafikoptionen (Bildschirmauflösung, VSync, Anti-Aliasing), der Steuerung und der KI. Die Optionen für In-App-Käufe wurden dagegen entfernt. Am 10. März wurde der Termin um eine Woche auf den 18. März 2014 vorgezogen.

## Rezeption
| Deutschsprachiger Raum | Deutschsprachiger Raum    |         |
| Publikation            | Wertung                   |         |
| ---------------------- | ------------------------- | ------- |
| 4Players               | 65 % (iPad) 55 % (iPhone) |         |
| GamePro                | 78 %                      |         |
| Gameswelt              | 8/10                      |         |
| International          |                           |         |
| Eurogamer.net          | 5/10                      |         |
| Destructoid            | 7/10                      |         |
| Digital Spy            | 3/5                       |         |
| Edge                   | 6/10                      |         |
| Game Informer          | 6,75/10                   |         |
| Gamereactor            | 8/10                      |         |
| Venture Beat           | 82 %                      |         |
| IGN US                 | 8,2/10                    |         |
| Pocket Gamer           | 8/10                      |         |
| Polygon                | 7,5/10                    |         |
| Touch Arcade           | 4,5/5                     |         |
| Metawertungen          |                           |         |
| GameRankings           | 70,06 %                   | 70,06 % |
| Metacritic             | 69 %                      | 69 %    |

Das Spiel erhielt gemischte Wertungen (Metacritic: 69 %, GameRankings: 70,06 % (iOS)).
Carsten Görig vom Spiegel verwies in seinem Artikel Dieses iPad-Spiel ist so gut, dass es weh tut auf eine Diskrepanz zwischen dem Spiel und dem Spielgerät. Er beschrieb Deus Ex: The Fall als „gutes und spannendes Spiel“, das jedoch auf der falschen Plattform erschienen sei. Es sei nicht so komplex wie Deus Ex: Human Revolution, jedoch spannend genug, um den Spieler „bei der Stange zu halten“. Auch die Grafik sei nahe am Vorbild, lediglich die Gesichtsanimationen wirkten etwas hölzern. Die Steuerung gehe recht mühelos von der Hand. Allerdings erweise sich das Spielen auf dem Tablet nach einer halben Stunde als unbequem und bereite zunehmend Schmerzen:

„"The Fall" entlarvt eine der Lebenslügen des iPads: Es ist eben keine Spielkonsole, auch wenn es von vielen Spielen und Spielern als solche genutzt wird. Es ist eben nicht ergonomisch geformt. Zumindest dann, wenn man ständig zwei Hände benutzen muss.“

„Grafisch wie spielerisch ist The Fall über nahezu jeden Zweifel erhaben. Nur bleisüchtige Haudraufspieler dürften die hektischen und unfairen Schiessereien etwas verschrecken. Aber ein Actionspiel war Deus Ex ja ohnehin nie.“

„Den größten Fehler begeht The Fall allerdings bei dem verzweifelten Versuch, das komplexe Spielregelwerk von Human Revolution ohne nennenswerte Abstriche auf den Touchscreen zu transportieren: Was am Gamepad selbsterklärend, intuitiv und natürlich ist, das wirkt hier verschachtelt und verkopft. […] Wer allerdings bereit ist, den Kampf gegen die fummeligen Kontrollen aufzunehmen, entdeckt unter all den Macken ein zumindest umfangreiches und ungewöhnlich tiefgründiges Touchscreen-Abenteuer mit einer interessant geschriebenen Geschichte, die nie langweilig wird und erstklassig englisch vertont wurde.“

Kontrovers aufgenommen wurde ein Programmfehler, der nur auf Geräten auftrat, die mit einem Jailbreak entsperrt wurden. Auf diesen Geräten verweigerte das Programm das Abfeuern von Schusswaffen während der Kämpfe. Dieses Problem wurde schließlich durch ein Update behoben.

## Buch zum Spiel
- Deus Ex: Der Icarus-Effekt von James Swallow, Panini Verlag, Juli 2011, ISBN 978-3-8332-2323-5.